# Valerij Miloserdov
Valerij Vladimirovitj Miloserdov (ryska: Валерий Владимирович Милосердов), född 11 augusti 1951 i Ėlektrostal, Ryska SFSR, Sovjetunionen, död 26 januari 2015 i Moskva, Ryssland, var en sovjetisk basketspelare som tog tog OS-brons 1976 i Montréal och även OS-brons 1980 i Moskva. Han spelade även för CSKA Moskva.